# Eduardo González Salvador
Pour les articles homonymes, voir Eduardo González et González.
González  Salvador est un nom espagnol. Le premier nom de famille, en général paternel, est González ; le second, en général maternel, souvent omis, est Salvador.
Eduardo González Salvador, né le 1er mai 1960 à Bilbao, est un coureur cycliste espagnol. Son frère cadet Juan Carlos a lui aussi été coureur cycliste.

## Biographie
En 1980, Eduardo González Salvador se distingue en devenant champion d'Espagne sur route chez les amateurs. Il termine également deuxième du Tour de Navarre en 1982. Grâce à ses performances, il passe professionnel en 1984 dans l'équipe Reynolds. Principalement équipier, il parvient à terminer neuvième du Tour d'Andalousie en 1985. Il participe également au Tour de France.
Après sa carrière cycliste, il devient masseur, puis médecin dans le monde du sport. Il a notamment exercé ce métier au service des équipes cyclistes Festina-Lotus (1999-2001), Coast (2002-2003), Comunidad Valenciana (2004), Relax-Fuenlabrada (2005), Euskaltel-Euskadi (2006-2008), Caisse d'Épargne (2009-2010) et Movistar (2011-2012). En 2013, il revient chez Euskaltel-Euskadi,. L'équipe disparaît cependant en fin de saison. Eduardo González retrouve néanmoins un emploi au sein de la formation Movistar en 2014.

## Palmarès
- 1980
  -  Champion d'Espagne sur route amateurs
  - Prueba Loinaz
- 1981
  - Prueba Alsasua
  - 2e de la Volta da Ascension
- 1982
  - 2e du Tour de Navarre
  - 3e du championnat d'Espagne sur route amateurs
- 1983
  - 2e du Tour de Tolède

## Résultats sur les grands tours

### Tour de France
1 participation
- 1985 : hors délais (12e étape)

### Tour d'Espagne
1 participations
- 1984 : abandon